# ورزشگاه شهید مرغوبکار
ورزشگاه مرغوبکار یک ورزشگاه در منطقهٔ خیابان رجایی، تهران، ایران است.
پیشینه واگذاری زمین آن برای ساخت ورزشگاه، به پیش از انقلاب ۱۳۵۷ می‌رسد. دارندهٔ کنونی این ورزشگاه نیز، باشگاه استقلال است و از ۴ آگوست ۲۰۲۰، در دوران سعادتمند، مدیر استقلال، این مجموعه به باشگاه استقلال واگذار گردید.
گنجایش ورزشگاه ۱۲ هزار تماشاگر است و در کانون آن، زمینی از چمن طبیعی وجود دارد.

## کارکرد و رخدادهای مهم
- ورزشگاه خانگی تیم فوتبال زنان استقلال تهران
- ورزشگاه خانگی تیم فوتبال زنان پرسپولیس (یک فصل)
- گاهی تیم بزرگسالان استقلال، یک سانس از تمرین خود را در ورزشگاه مرغوبکار انجام می‌دهند.[۱]
- ورزشگاه خانگی تیم فوتبال تهران یاسا

## در رسانه‌ها
پخش خبر بازی دوستانه تیم‌های پایه پسران و دختران باشگاه فوتبال استقلال تهران، باعث بازتاب رخدادهای مسابقه از رسانه ملی و روزنامه‌های پرفروش ایرانی گردید که در پایان، به انحلال تیم‌های پایه پسران و دختران باشگاه انجامید.